# Domiciano de Melitene
Domiciano (em latim: Domitianus; em grego: Δομιτιανός; romaniz.: Domitianós; c. 550 – 602) era sobrinho do imperador bizantino Maurício (r. 582–602) e arcebispo de Melitene na Armênia bizantina por volta de 580 até sua morte. Era conhecido como diplomata e é considerado um santo pelas igrejas calcedônias por impor a ortodoxia no nordeste do império. Tentou sem sucesso converter o xainxá Cosroes II (r. 590–628) ao cristianismo quando ajudou a restaurá-lo ao trono em 590-591. Na tradição monofisista, no entanto, é lembrado por suas perseguições brutais.

## Vida

### Primeiros anos
Domiciano é o assunto de uma breve biografia no Sinaxário de Constantinopla e outra, provavelmente proveniente do Sinaxário, no Menológio de Basílio II do século XI. Estas foram escritos séculos após sua morte e sua confiabilidade é suspeita. De acordo com o Sinaxário, tinha trinta anos quando se tornou bispo, e este fato pode ser exato. Isso colocaria seu nascimento em torno de 550. De todo modo, é certo que era jovem no momento de sua nomeação. De acordo com a Crônica de 1234 e Miguel, o Sírio, era filho do irmão do imperador Maurício, Pedro. João de Niciu diz o mesmo em uma passagem, mas em outra se contradiz fazendo dele primo de Maurício, filho de seu tio paterno. Muitas outras fontes - por exemplo, Evágrio Escolástico, Teofilato Simocata, Nicéforo Calisto - descrevem-no como parente sem especificar mais. O Sinaxário nomeia seu pai como Teodoro e sua mãe como Ecdícia, descrevendo-os como piedosos e ricos. Nenhum irmão de Maurício chamado Teodoro é conhecido de outra forma, e pode-se aceitar que seu pai era Pedro. De acordo com o Sinaxário, Domiciano recebeu educação secular e bíblica. Fez amizade com o futuro papa Gregório, o Grande quando este era um apocrisiário em Constantinopla entre 579 e 585 e aparentemente estudaram a Bíblia juntos. De acordo com o Sinaxário, se casou, mas sua esposa morreu pouco depois do casamento. Então renunciou ao mundo. Se tornou conhecido por sua combinação de sagacidade e ascetismo.

### Conselheiro de Maurício
De acordo com a História Eclesiástica de João de Éfeso, Maurício organizou sua eleição como bispo de Melitene cerca de dois anos antes de suceder ao trono imperial, enquanto ainda era apenas mestre dos soldados do Oriente (578–582). Isso seria por volta de 580. Os bispos de Melitene eram metropolitanos de sua província, mas Domiciano foi o primeiro a receber o título de arcebispo. Embora em termos administrativos, Melitene fizesse parte da Armênia, muitas vezes era considerada como pertencente à Capadócia. Para homenageá-lo, Maurício elevou a classificação de sua província de Armênia Tércia para Armênia Prima. João de Éfeso diz que Domiciano se mudou para Constantinopla logo após a ascensão de Maurício. Se tornou um dos conselheiros mais próximos e confiáveis do imperador nas guerras contra os persas e contra os ávaros e eslavos. O monofisista João, que morreu antes da perseguição dos monofisistas de Domiciano, o considerou sábio. Na religião, João diz que estava "completamente imbuído das opiniões" do Concílio de Calcedônia e do Tomo de Leão. E teria dado os presentes que recebeu do imperador aos pobres. Residiu principalmente em Constantinopla nos períodos 582–585 e 591–598. De acordo com o Sinaxário, Maurício o enviou em várias missões para várias tribos pagãs. Em 587 ou 588, o rei franco Quildeberto II (r. 575–596) da Austrásia escreveu-lhe pedindo um tratado de paz com os romanos. Esta carta está preservada na coleção conhecida como Epístolas Austrásicas. No testamento que Maurício redigiu em 596 ou 597, que só foi descoberto no reinado de Heráclio, Domiciano foi nomeado guardião dos filhos do imperador.

### Missão persa
Em 590, durante uma guerra civil persa, foi enviado com o bispo Gregório de Antioquia a Constantina para se juntar ao rei persa exilado Cosroes II, a quem Maurício pretendia restaurar. Ele e Gregório foram aparentemente escolhidos com a intenção de converter Cosroes ao cristianismo. Em agosto de 593, Domiciano escreveu a seu velho amigo Gregório, o Grande, agora papa, informando-o sobre seus esforços. Aparentemente lhe disse que deveria "reconhecer o tamanho da estátua", referindo-se a Maurício, "da sombra". A carta está perdida. Gregório o Grande escreveu de volta a Domiciano elogiando-o por ter "pregado a fé cristã" ao rei persa. Gregório escreveu pelo menos mais duas cartas a Domiciano (1 de junho de 595 e setembro ou outubro de 598) para tratar principalmente sobre assuntos eclesiásticos na Sicília.
Foi provavelmente durante sua permanência na corte persa no exílio que Domiciano conheceu a nobre cristã Golinduque, seja em Circésio ou Hierápolis. Foi a principal fonte da biografia da santa de Eustrácio de Melitene, escrita após sua morte e antes da de Maurício (27 de novembro de 602). Também é mencionado na biografia de Golinduque do Sinaxário, que morreu em 13 de julho de 591. De acordo com sua biografia georgiana, ela conheceu Domiciano em Hierápolis enquanto estava a caminho da corte de Hormisda IV, possivelmente já em 587, e o dissuadiu de continuar profetizando que Hormisda logo seria derrubado.
Domiciano aceitou a rendição da guarnição persa que ocupava Martirópolis e puniu por traição aqueles que entregaram a cidade aos persas. Em Martirópolis, fez um discurso que foi gravado por Teofilato Simocata. Acompanhou Cosroes e o exército imperial sob Narses até Mardim em 591. De acordo com Teofilato, quando Cosroes ofendeu os habitantes de Dara por seu comportamento em uma igreja, Domiciano levou o exército romano para Constância até que Cosroes fez reverência a ele. Em Amódio, fez um discurso às tropas – gravado na íntegra por Teofilato – e depois retornou ao território bizantino, sem, portanto, continuar rumo à capital persa de Ctesifonte. Negociou um tratado de amizade com a Pérsia. De acordo com o Sinaxário, Cosroes deu-lhe dinheiro, que usou para construir igrejas e hospitais.

### Autoridade espiritual
Domiciano era de fato a mais alta autoridade espiritual do império sob Maurício. O patriarca calcedônio Eulógio de Alexandria dedicou seu tratado sobre o Tomo de Leão a Domiciano. De acordo com Fócio, Domiciano o reprovou por usar a fórmula miafisista "uma natureza de Deus, o Verbo feito carne" de Cirilo de Alexandria, embora Eulógio tenha protestado contra sua intenção inocente, no processo demonstrando a posição de Domiciano. Domiciano foi um dos bispos que participaram da consagração do patriarca Ciríaco II de Constantinopla. Em outubro de 596, Gregório, o Grande reprovou os bispos, incluindo Domiciano, pelo mau uso do Salmo 118:24. De acordo com João de Niciu, Domiciano "deu ordem para que a força fosse usada para obrigar os judeus e samaritanos a serem batizados e se tornarem cristãos", mas esse projeto só resultou em falsos cristãos.

### Perseguição aos monofisistas
Em 598 ou 599, Maurício autorizou Domiciano a perseguir os monofisistas nas proximidades de Melitene. Segundo Miguel, o Sírio, isso foi "provocado" por Domiciano, "que estava roído de ciúmes por causa das conversões" ao monofisismo em Melitene e seus arredores. De acordo com a Crônica de 1234, que se baseia na crônica perdida de Dionísio I de Tel Mare, a perseguição foi ideia de Maurício e ele "convocou" Domiciano para autorizá-lo a perseguir os "seguidores de Severo", ou seja, de Severo de Antioquia. Estudiosos modernos diferem em sua estimativa da gravidade da perseguição.[a] Nas palavras de João de Niciu, "forçou os hereges a se inscreverem nas fileiras da igreja". De acordo com a Crônica de 819, "os forçou a receber a comunhão dele." A Crônica de 1234 e Miguel, o Sírio, ambos baseados em Dionísio, pintam um quadro mais sombrio. Escrevem que 400 monges do "mosteiro dos orientais" em Edessa que resistiram a Domiciano foram mortos. A Crônica de 1234 implica diretamente Domiciano:
| “ | Quando chegou na Mesopotâmia e iniciou a perseguição, veio para Edessa e começou a exercer grande pressão sobre os ortodoxos [monofisistas]. Convocou os monges da Abadia dos Orientais e fez o máximo para desviá-los da ortodoxia jogando com suas emoções, mas não aceitaram nada disso. Em vez disso, tentou ameaças, mas eram imunes ao medo. Então ordenou ao comandante das tropas que o rei enviara consigo, cujo nome era Sacelário, para levá-los para a vala fora do portão sul, que era chamado de Bete-Semes [Casa do Sol], e massacrou todos eles em uma única poça de sangue. Em número eram quatrocentos homens. | ” |

Miguel, o Sírio, no entanto, atribui a culpa ao comandante:
| “ | [Domiciano] partiu como um animal de rapina para a Mesopotâmia (...) [A]quele homem perverso continuou suas perseguições por um longo tempo, colocando os ortodoxos sob pressão para receber a comunhão dele mesmo depois de terem comido. Muitos dos ortodoxos permaneceram firmes neste combate e não consentiram em aceitar a heresia maligna dos diofisistas [calcedônios]. Injuriaram o rei [Maurício] e Domiciano, e o soldado chamado [os]patário usou isso como pretexto, dizendo que ouvira os monges insultarem o rei e seu sobrinho e que os havia matado por esse motivo. Muitas pessoas foram expulsas de suas igrejas. | ” |

A Narração de assuntos da Armênia apoia esta imagem de uma repressão brutal. Fontes monofisistas – a Crônica de 724, a Crônica de 1234, Miguel, o Sírio e Bar Hebreu – são universalmente hostis a Domiciano, acusando-o de tomar todas as suas igrejas no norte da Mesopotâmia e Síria. Ele depôs Tomás de Harcel]] da sé de Hierápolis e Paulo de Constância, forçando-os ao exílio no mosteiro dos Antoninos em Enatom. Os efeitos dessa perseguição foram revertidos quando Cosroes capturou Edessa em 609: os bispos calcedônios foram expulsos e os monofisistas retornaram.

### Morte e veneração
De acordo com Teófanes, o Confessor, Domiciano morreu em 12 de janeiro de 602 e foi sepultado na Igreja dos Santos Apóstolos em Constantinopla. Seu funeral foi assistido por todo o senado. De acordo com o Sinaxário, seu corpo foi posteriormente transferido para Melitene. Se isso for preciso, deve ter ocorrido durante o reinado de Heráclio. Outras fontes dão a data de sua morte como 10 de janeiro e esse é o dia de sua celebração nas igrejas calcedônias, que o consideram um santo. Está no Martirológio Romano revisado (2004), mas não no Calendário Romano Geral.